# EDFA

Умовна схема простого волоконно-оптичного підсилювача

EDFA (англ. Erbium Doped Fibre Amplifier) — волоконно-оптичний підсилювач на оптичному волокні, легованому іонами ербію.
Оптичні підсилювачі EDFA 1550 нм призначені для застосування в системах аналогового і цифрового кабельного телебачення і мережах широкосмугового доступу. Оптичні підсилювачі складаються зі з'єднувачів і активного середовища, яке посилює оптичний сигнал без демодуляції, тобто забезпечує посилення оптичних сигналів, без їх перетворення в електричні сигнали і назад, мають низькі рівні шумів, а їх робочий діапазон довжин хвиль практично точно відповідає вікну прозорості оптичного волокна.
До переваг оптичних підсилювачів EDFA варто також віднести їх універсальність - вони можуть застосовуватися в різних системах, які суміщають різнорідні канали (аналогові або цифрові), також вони не відчувають залежності від швидкості передачі даних. До переваг можна віднести і рівні характеристики посилення у всьому діапазоні, тому підсилювачі використовують і на великих відстанях. Вони забезпечують необхідний рівень посилення без втрати якості сигналу, а будь-які коливання довжини хвиль швидко придушуються.
На типологію оптичних підсилювачів EDFA відбиток накладає область їх використання. На даний момент широке застосування знайшли попередні підсилювачі, бустери (підсилювачі потужності) і лінійні підсилювачі.